# François Paul de Neufville de Villeroy
François Paul de Neufville de Villeroy, né le 15 septembre 1677 à Versailles et mort le 6 février 1731 à Lyon, est un homme d'Église français des XVIIe et XVIIIe siècles.

## Biographie
Troisième fils du duc François de Neufville de Villeroy, maréchal de France et gouverneur militaire de Lyon, et de son épouse Marguerite-Marie de Cossé-Brissac. Il est également le petit-neveu de l'archevêque Camille de Neufville de Villeroy.
Il entre au service de l'Église et il est pourvu en commende de l'abbaye de Fécamp (5 avril 1698), archevêque de Lyon (15 août 1714), confirmé le 1 octobre, consacré en novembre dans l'église professe des jésuites de la rue Saint-Antoine à Paris par le cardinal Armand-Gaston-Maximilien de Rohan de Soubise évêque de Strasbourg. Il devient Commandeur de l'Ordre du Saint-Esprit (7 juin 1724). À partir du 27 mai 1715, il est membre et protecteur de l’Académie de Lyon. Accédant à une requête du R. P. Gallifet, il institue le 3 décembre 1718 la fête du Sacré-Cœur, dans son diocèse.
Il meurt « dans son diocèse », à Lyon le 6 février 1731, à l'âge de 53 ans. Il sera inhumé dans la chapelle des carmélites fondée par sa grand-mère Jacqueline de Harlay ; à la destruction de celle-ci en 1821, les restes des Villeroy furent regroupés dans la chapelle Sainte-Philomène de l'église Saint-Bruno de Lyon.

## Armoiries
| Blason | Blasonnement : D'azur au chevron d'or, accompagné de trois croisettes ancrées du même. |

## Sources
- Louis David et Dominique Saint-Pierre (dir.), « Villeroy, François Paul de Neufville de », dans Dictionnaire historique des Académiciens de Lyon : 1700-2016, éd. ASBLA de Lyon, mars 2017, 1369 p. (ISBN 978-2-9559-4330-4, présentation en ligne), p. 1337-1338.
- Catholic hierarchy